# Stenaspidius spatuliferus
Stenaspidius spatuliferus är en skalbaggsart som beskrevs av Henry Fuller Howden 1992. Stenaspidius spatuliferus ingår i släktet Stenaspidius och familjen Bolboceratidae. Inga underarter finns listade i Catalogue of Life.